# Last Exit Alexanderplatz
|  | Denne artikel er oprettet af botten Steenthbot ud fra en ekstern database. Den kan derfor have sproglige fejl eller mangler. Denne skabelon kan fjernes efter kontrol af indholdet. |

Last Exit Alexanderplatz er en dansk dokumentarfilm fra 2015 instrueret af Hans Christian Post.

## Handling
Få år efter Murens fald tog bystyret i Berlin de første skridt mod en fuldkommen transformation af Alexanderplatz i byens østlige centrum. Den tyske arkitekt Hans Kollhoff vandt byplankonkurrencen, bl.a. over arkitekt Daniel Libeskind, med et radikalt forslag om at opføre 13 højhustårne og forvandle området til et Manhattan-lignende businessdistrikt. Men projektet mødte fra begyndelsen økonomisk modvind samt ikke mindst folkelig modstand. Beboerne ønskede ikke at se pladsen kommercialiseret. I dag er projektet stadig ikke fuldbyrdet.

## Medvirkende
- Bruno Flierl
- Bodo Fuhrmann
- Volker Hassemer
- Michael Kny
- Hans Hollhoff
- Manfred Kühne
- Daniel Libeskind
- Rudolf Stegers
- Hans Stimmann